# 아나 마리아 마르코비치
아나 마리아 마르코비치(크로아티아어: Ana Maria Marković, 1999년 11월 9일 ~ )는 크로아티아의 여자 축구 선수이다. 포지션은 공격수이며, 현재 그라스호퍼 클럽 취리히 프라우엔 소속이다.

## 클럽 경력
2017년 FC 취리히 프라우엔에 입단해서 21세 이하팀에 임대돼서 활약하다가 2020년 그라스호퍼 클럽 취리히 프라우엔에 입단해서 활동중이다.

## 국가대표 경력
2021년에 처음으로 크로아티아 여자 축구 국가대표팀에 뽑혔으며, 그해 11월 30일 몰도바와 경기에서 A매치 데뷔골을 기록하였다.